# 누드모델 (2017년 영화)
누드모델은 한국에서 제작된 박범수 감독의 2017년 멜로/로맨스 영화이다. 별이 등이 주연으로 출연하였다.

## 출연

### 주연
- 별이
- 혜원
- 상두